# José Luciano Costa e Silva
José Luciano Costa da Silva (Rodrigues Alves, 19 de fevereiro de 2000) é um jogador brasileiro de handebol.

## Carreira
Luciano começou a jogar handebol aos 14 anos de idade, quando ainda morava na cidade de Rodrigues Alves. Dois anos depois foi morar em Rio Branco, onde estudava e treinava. Sempre disputando campeonatos estudantis, aos 17 anos recebeu convite para defender o Campo Verde-MT, no Zonal do Brasileiro Juvenil e também os Jogos Escolares. Assim após o acampamento para jovens atletas realizado pela Confederação Brasileira de Handebol (CBHb), em 2018 recebeu uma proposta do Itajaí-SC, clube que defendeu até 2019.

### Itajaí
Chegou no Itajaí em 2018 e saiu em 2019.

### Taubaté
No início de 2020 foi contratado pelo Taubaté onde ficou por uma temporada.[carece de fontes?]

### Benfica
Em 4 de novembro de 2020, Luciano foi anunciado como atleta do Benfica.

## Títulos
- Liga Europeia - 2021/22[4]